# 조정만 묘
조정만 묘(趙正萬 墓)는 인천광역시 남동구 도림동에 있는, 조선 후기의 문신이며 학자인 정이(定而) 조정만(1658∼1739) 선생의 묘소이다. 1990년 11월 9일 인천광역시의 기념물 제7호로 지정되었다.

## 개요
조선 후기의 문신이며 학자인 정이(定而) 조정만(1658∼1739) 선생의 묘소이다.
송준길의 문하에서 학문을 배우고 숙종 7년(1681)에 진사시에 장원 급제하여 성균관에 입학하였으며, 관직에 나아가서는 여러 관직을 거쳐 정헌대부, 지중추부사에 올랐다. 그는 경(經)·사(史)·백가서(百家書)에 두루 능통하였으며, 시와 서예에도 뛰어났다. 저서로는『오재집』이 있다.
현재 묘역에는 묘비와 문인석 등이 배치되어 있으며, 묘역 근처에 이의현이 짓고 김진상이 쓴 신도비(神道碑:왕이나 고관 등의 평생업적을 기리기 위해 무덤 근처 길가에 세운 비)가 있다.

## 같이 보기
- 조정만

## 참고 문헌
- 조정만 묘 - 국가유산청 국가유산포털